# Mise OSN v Mosambiku
Mise OSN v Mosambiku (anglicky United Nations Operation in Mozambique, zkratka ONUMOZ) byla mírová mise (peacekeeping) OSN, která probíhala mezi lety 1992 až 1994. Této misi předcházela dlouhá občanská válka v Mosambiku mezi vládou strany FRELIMO a hnutím RENAMO.
V říjnu roku 1992 podepsaly obě strany konfliktu mírové dohody v Římě. Součástí těchto dohod byla také operace ONUMOZ zřízená rezolucí Rady bezpečnosti OSN č. 797 z prosince 1992, která měla za úkol zajistit implementaci těchto dohod.
Operace OSN v Mosambiku bývá označována za jednu z nejúspěšnějších operací OSN vůbec. Poměrně ambiciózní mandát se podařilo splnit. Přesto se mise nevyhla také kritice. Alex Vines považoval odzbrojení během mise ONUMOZ za selhání, především proto, že zbraně, které byly v rámci mise zabaveny, nebyly dostatečně efektivně zničeny.

## Mandát operace
- Pozorování příměří, separace a demobilizace vojenských sil, sběr, skladování a likvidace zbraní
- Ověření úplného stažení cizích jednotek ze země, zajištění bezpečnosti dopravních cest
- Pozorování a ověřování rozpuštění soukromých a protiprávních ozbrojených skupin
- Pověření bezpečnostních opatření důležité infrastruktury a zajištění bezpečnosti OSN a dalších mezinárodních aktivit na podporu mírového procesu
- Poskytování technické pomoci a pozorování celého volebního procesu
- Koordinace a pozorování operací humanitární pomoci, především té, která se vztahuje k uprchlíkům, vnitřně vysídleným osobám, demobilizovaným vojenským pracovníkům a místním postiženým obyvatelům

Mandát ONUMOZ formálně skončil v prosinci 1994, až do ledna 1995 však mise pokračovala ve vykonávání drobnějších zbytkových úkolů.

## Pozadí operace
Na počátku roku 1993 bylo rozmístěno přibližně 6500 vojáků a pozorovatelů vedených Aldo Ajellem. Celkové náklady operace dosáhly téměř 493 milionů dolarů. Vedle toho spustila ONUMOZ také program humanitární pomoci, který měl pomoci 3,7 milionu vysídlených lidí. Úřad Vysokého komisaře OSN pro uprchlíky (UNHCR) začal v roce 1993 s navracením 1,3 milionu uprchlíků do vlasti, což byla do té doby největší operace UNHCR v Africe. Demobilizace začala v roce 1994 a zahrnovala více než 76 000 vojáků z obou stran konfliktu. Z tohoto počtu pomohla ONUMOZ integrovat 10 000 vojáků do nové národní armády. Vedle toho ONUMOZ zabavila cca 155 000 zbraní.
První svobodné volby se konaly v říjnu 1994 pod dohledem dalších 2300 civilních mezinárodních pozorovatelů, z toho cca 900 z OSN. Vládní strana FRELIMO zvítězila v parlamentních i prezidentských volbách. Mandát ONUMOZ formálně skončil v prosinci 1994 po inauguraci nového parlamentu a prezidenta. Důležité bylo, že volby proběhly hladce a strany voleb akceptovaly výsledek.

## Současná situace
Současná politická situace v Mosambiku je poměrně stabilní, přestože důsledky občanské války jsou stále patrné. RENAMO, dnes druhá nejdůležitější politická strana, a zároveň opoziční strana vůči stále vládnoucí FRELIMO, si udržela ozbrojené milice. Mosambik v roce 2016 zaznamenal zintenzivnění konfliktu mezi milicemi RENAMO a armádou Mosambiku. Podle organizace Human Rights Watch docházelo k politicky motivovaným útokům a vraždám a dalším porušováním lidských práv, která byla ještě umocňována probíhající ekonomickou krizí. V roce 2017 však začaly mírové rozmluvy.